# Alfonsismo

Bandiera spagnola utilizzata durante il regno di Alfonso XIII, fino alla proclamazione della Seconda repubblica nel 1931.

Il termine alfonsismo si riferisce al movimento che, nella monarchia spagnola, sostenne la restaurazione di Alfonso XIII di Spagna, come re di Spagna, dopo la fondazione della Seconda Repubblica spagnola nel 1931. Gli alfonsini si batterono contro i rivali monarchici, i carlisti, per il trono di Spagna.

## Storia
Politicamente, prima del 1923, Alfonso XIII e i suoi sostenitori avevano generalmente sostenuto la Costituzione spagnola del 1876, in base alla quale coesistevano varie tendenze, dalla democrazia liberale, al cattolicesimo tradizionalista, con un'ala di minoranza di assolutismo monarchico, incluso il sostegno alla concezione della monarchia di Charles Maurras. Dopo il rovesciamento della monarchia, gli alfonsini iniziarono ad adattare, alla loro causa, gli elementi autoritari del fascismo italiano, dell'action française e dell'integralismo portoghese.
Dopo la destituzione di Miguel Primo de Rivera come Capo del Governo, si costituì l'Unione Monarchica Nazionale. Sebbene non fosse sostenuta dal re, era praticamente l'unica formazione politicamente organizzata a rivendicare il regime monarchico. Dopo il rovesciamento della monarchia di Alfonso XIII, i sostenitori di Alfonso formarono il Rinnovamento spagnolo, un partito politico monarchico, che ebbe una notevole influenza economica. Sebbene ci fossero sostenitori dell'approccio all'esercito, il rinnovamento spagnolo non lo attuò. Gli alfonsini ricevettero scarso sostegno al di fuori del loro gruppo di seguaci, mentre i loro rivali - i Carlisti - finirono col diventare un movimento di massa in Spagna.
Il rinnovamento spagnolo cooperò con il partito fascista della Falange Española de las Juntas de Ofensiva Nacional Sindicalista, guidato da José Antonio Primo de Rivera, sperando di cooptarlo come strumento per gli obiettivi del partito. Nel 1937, gli alfonsini del Rinnovamento spagnolo si unirono alla Falange, ai tradizionalisti carlisti e alla CEDA per formare un movimento nazionalista unito nella Guerra civile spagnola, che divenne noto come Falange Española Tradicionalista y de las Juntas de Ofensiva Nacional Sindicalista (FET-JONS).